# Schizachyrium scoparium
Schizachyrium scoparium är en gräsart som först beskrevs av André Michaux, och fick sitt nu gällande namn av George Valentine Nash. Schizachyrium scoparium ingår i släktet Schizachyrium och familjen gräs. Inga underarter finns listade i Catalogue of Life. Präriegräs förekommer som svenskt handelsnamn.

## Bildgalleri

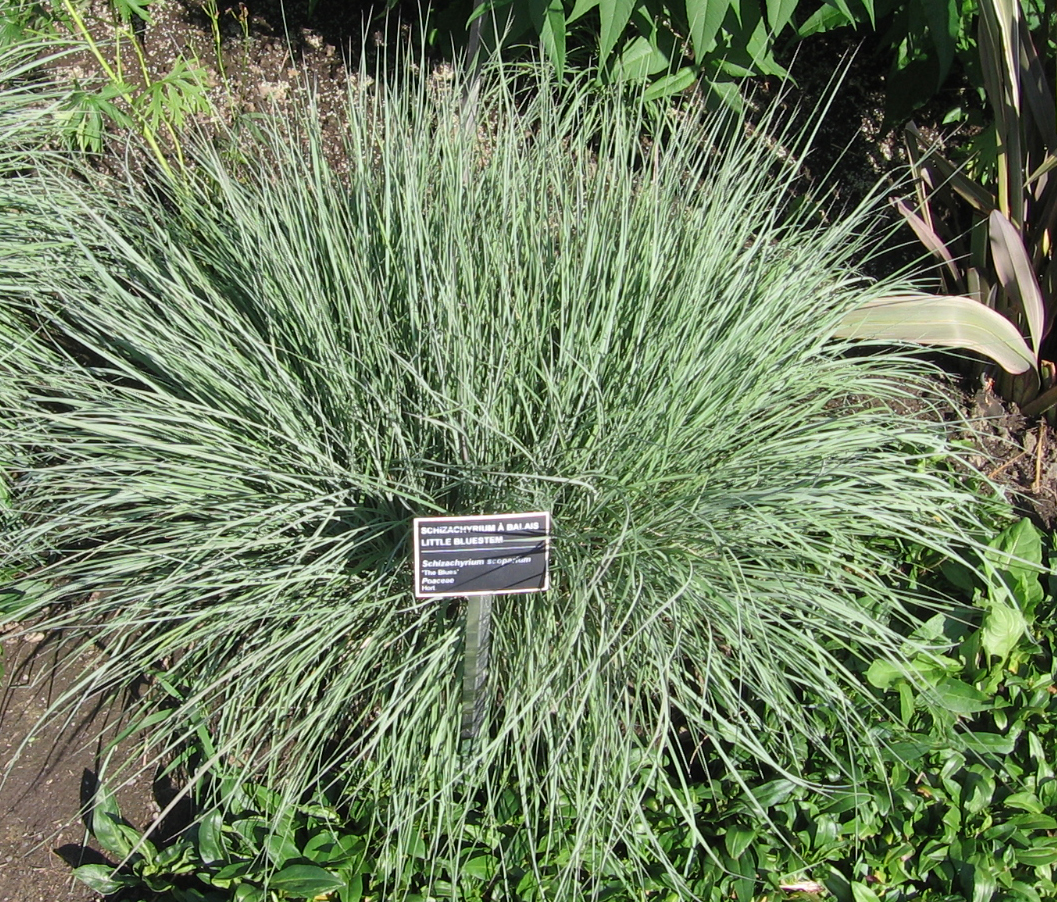
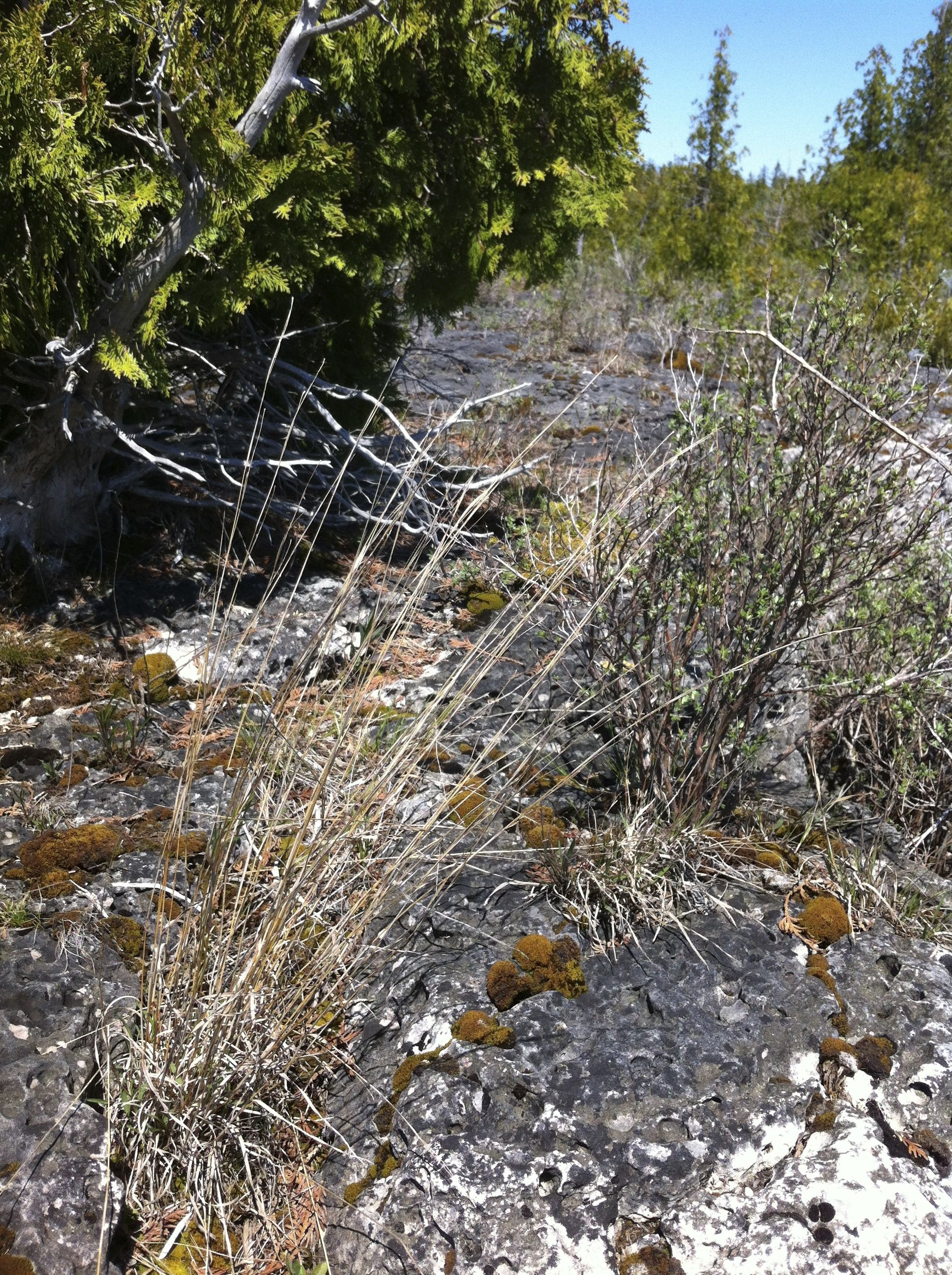
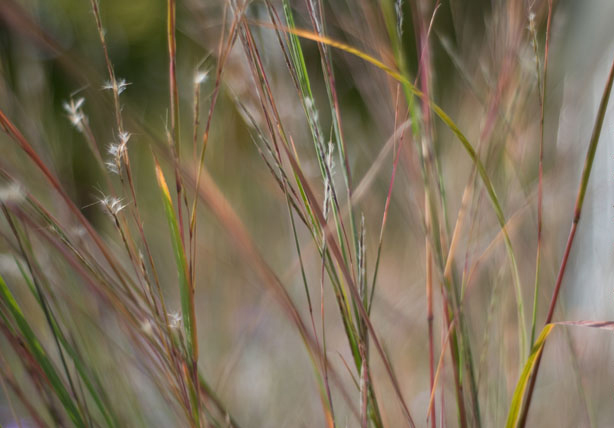
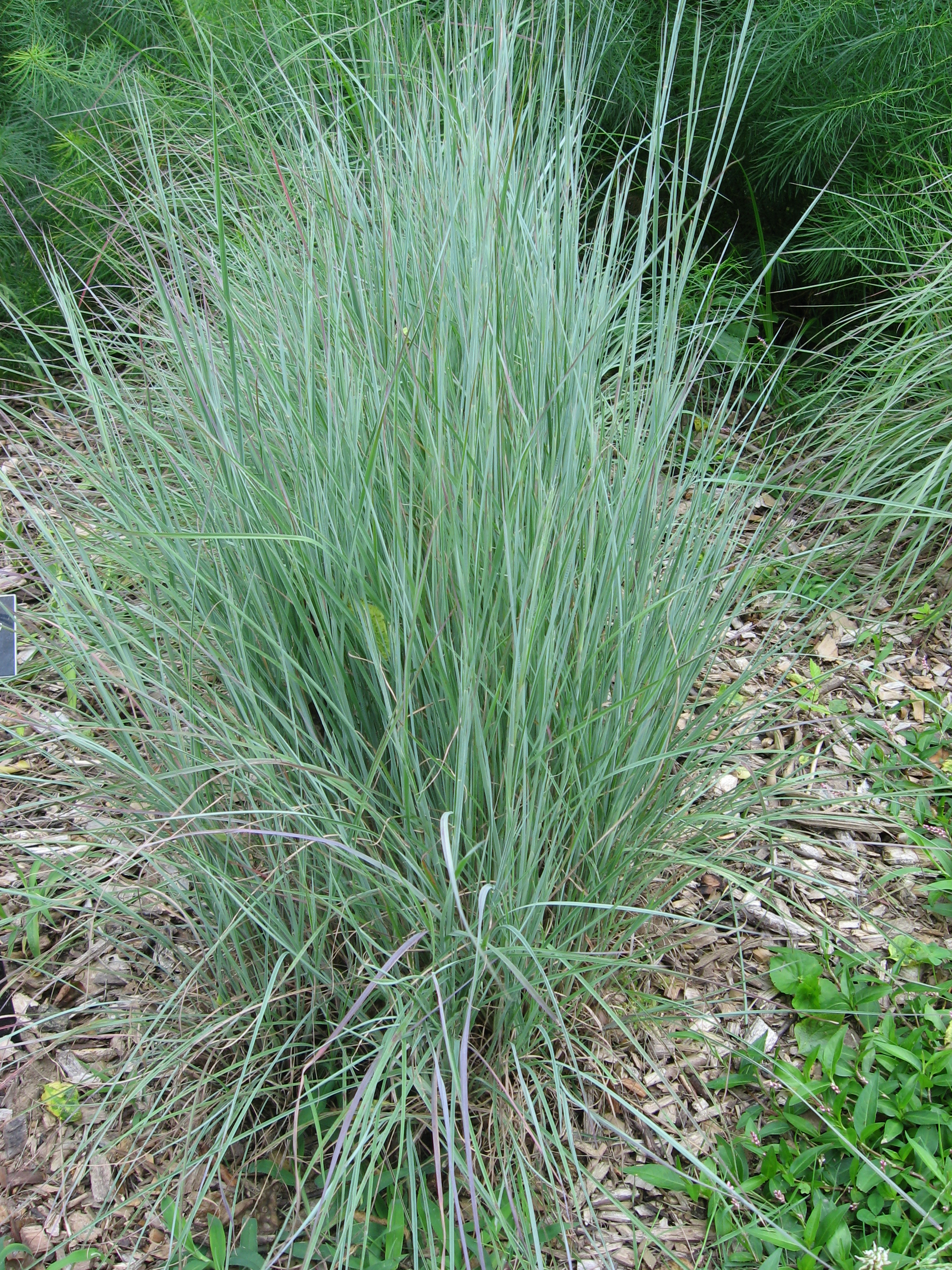
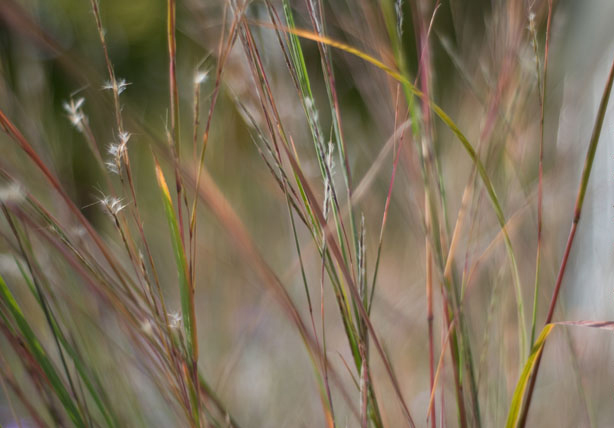
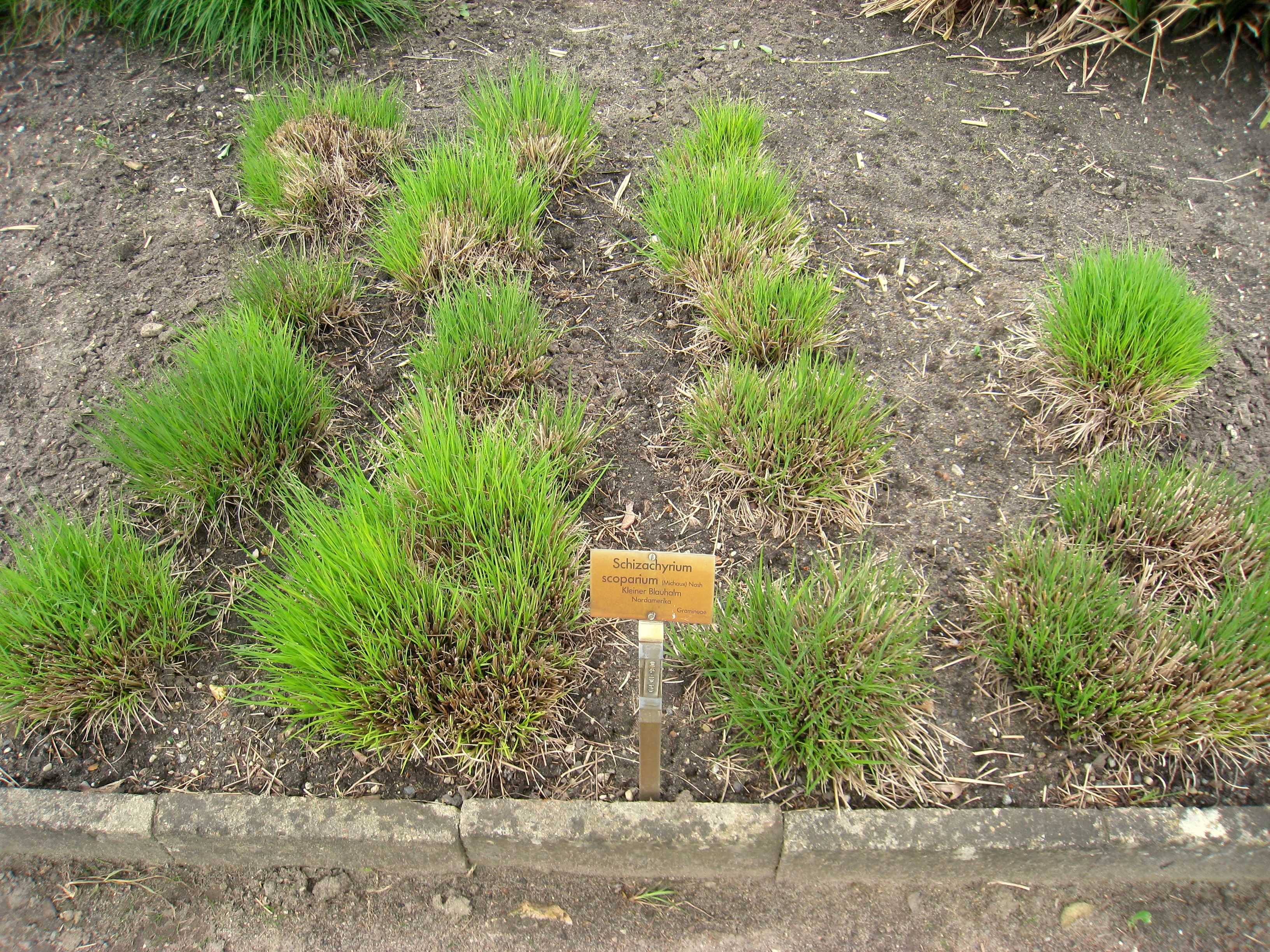